# Сомик, Михаил Николаевич
Михаил Николаевич Сомик (9 апреля 1972) — украинский футболист, выступавший на позиции полузащитника. Играл в высших дивизионах Молдавии, Украины и Казахстана.

## Биография
На взрослом уровне начал выступать в сезоне 1992/93 в чемпионате Молдавии за «Кристалл» (Фалешты). В 1994 году вернулся на Украину и 11 июня 1994 года сыграл свой единственный матч в высшей лиге Украины в составе «Волыни» против «Таврии». Закрепиться в составе «Волыни» не смог и играл на любительском уровне за луцкий «Электрик-ЕНКО». Позднее вновь уехал в Молдавию, где играл в первом и высшем дивизионе за «Чухур», а также в высшем за «Агро» и «Нистру» (Атаки). Всего в высшем дивизионе Молдавии сыграл 57 матчей и забил 4 гола.
В 1998 году играл во втором дивизионе России за «Моздок», сыграл 31 матч и забил 7 голов, затем выступал за украинские любительские команды. В 1999 году вместе Виталием Рыжковым и Сергеем Федорчуком, с которыми Михаил ранее играл в Молдавии и в новоднестровском «Днестре», перешёл в российский «КАМАЗ», но сыграл за команду лишь 7 матчей. В 2001—2003 годах провёл полтора сезона в золочевском «Соколе», с этой командой выиграл зональный турнир второй лиги Украины.
В 2003 году перешёл в казахстанский «Жетысу». Дебютный матч в чемпионате Казахстана сыграл 14 мая 2003 года против уральского «Батыса». Всего в казахской лиге сыграл 21 матч и забил 2 гола, оба — 13 июня 2003 года в матче против «Кайсара». Вернувшись на Украину, играл за «Энергетик» (Бурштын), в его составе занял второе место в зональном турнире второй лиги и поднялся в первую.
В конце карьеры выступал за клубы низших дивизионов Польши. В команде «Спартакус» (Шароволя) в 2009 году был играющим тренером. Завершил спортивную карьеру в 40-летнем возрасте.
По состоянию на 2013 год работал тренером любительского клуба «Топильне» из одноимённого села Волынской области. Играл за команду ветеранов «Волыни».